# Psoralea oligophylla
Psoralea oligophylla är en ärtväxtart som beskrevs av Christian Friedrich Frederik Ecklon och Carl Ludwig Philipp Zeyher. Psoralea oligophylla ingår i släktet Psoralea och familjen ärtväxter. Inga underarter finns listade i Catalogue of Life.